# Långe Erik
Långe Erik (officielt Ölands norra udde, Ølands nordlige odde) er et fyrtårn på Øland i Sverige.
Långe Erik er et hvidpudset cylindrisk formet tårn, opført i kalksten 1844–45. Det er 32 meter højt, og der er 138 trappetrin op til udsigtsplatformen, der befinder sig i 28 meters højde. Fyrtårnet har været byggnadsminne siden 1933. Fyret blev automatiseret i 1976, og i 1991 opsattes et aerobeacon til erstatning for den store fresnel-linse. Sidstnævnte linse er dog aldrig blevet afmonteret, men er ikke længere i brug. Der er adgang til fyrtårnet i sommerperioden mod betaling af entré.